# Ley (Morsbach)
Ley ist ein Ortsteil von Morsbach im Oberbergischen Kreis im südlichen Nordrhein-Westfalen innerhalb des Regierungsbezirks Köln.

## Lage und Beschreibung
In ländlicher, waldreicher Umgebung liegt Ley am südlichsten Zipfel des Oberbergischen Kreises. Die Städte Gummersbach (38 km), Siegen (35 km) sowie Köln (75 km) sind in wenigen Autominuten zu erreichen.
Benachbarte Ortsteile sind Zinshardt im Norden, Seifen im Osten, Dellingen im Süden, und Kohlberg im Westen. 

## Geschichte
1773 wurde der Ort das erste Mal urkundlich erwähnt. Die Schreibweise der Erstnennung war Ley.